# Евсевий (Самарцев)
Епископ Евсевий (в миру Евстигней Феоктистович Самарцев, 5 [17] августа 1905, дер. Верхнеглядино, Оренбургская губерния — 5 сентября 1968, деревня Чаплыгино, Курская область) — епископ Русской древлеправославной церкви, епископ Курский.

## Биография
Систематического образования не получил, дома обучился церковно-славянскому языку. До 1930 года работал в единоличном крестьянском хозяйстве своего отца, с 1930 по 1937 год — в колхозе.
В 1937—1941 годах работал на угольной шахте в посёлке Барит-рудник в Гурьевском районе Кемеровской области.
В 1941—1946 годах проходил службу в Советской армии рядовым разведки. В автобиографии от 9 июля 1964 г. значится: «В 1941 г. взяли в армию, в 1946 г. освободился из труда армии» — возможно, по окончании войны Самарцев служил в инженерно-строительных войсках.
В 1946—1948 годах — крепильщик на угольной шахте в пос. Барит-рудник в Гурьевском районе Кемеровской области.
С 1949 года — священник в с. Ивань-Усенск Белебеевского района Башкирской АССР.
Был женат, овдовел. Впоследствии две замужние дочери жили в г. Соликамске и в г. Ижевске.
В 1953 году вызван в Москву и 13 июня 1953 г. рукоположен в сан епископа Белебеевского и Белорецкого предстоятелем Русской древлеправославной церкви (Новозыбковской архиепископии) архиепископом Иоанном (Калининым) и епископом Епифанием (Абрамовым), после чего служил в церкви дер. Камбарка Сарапульского района Удмуртской ССР.
В 1958 году переведен на кафедру епископа Пермского, служил в церкви дер. Ваньково Антипинского сельсовета Красновишерского района Пермской области.
В 1964 году переведен на кафедру епископа Курского, служил в церкви с. Чаплыгино, Пашковского сельсовета, Курского района Курской области.